# Jimmi Simpson
James Raymond Jimmi Simpson, född 21 november 1975, är en amerikansk skådespelare. Han har medverkat i TV-serier som The Newsroom, House of Cards, Breakout Kings, Psych, It's Always Sunny in Philadelphia, CSI: Crime Scene Investigation, My Name is Earl och 24. Jimmi Simpson har även varit skådespelare i filmer som White House Down, En galen natt, Herbie: Fulltankad, Abraham Lincoln Vampire Hunter och Loser.

## Filmografi

### Filmer
| År   | Titel                           | Roll             | Anteckningar                                             |
| ---- | ------------------------------- | ---------------- | -------------------------------------------------------- |
| 2000 | Loser                           | Noah             |                                                          |
| 2004 | D.E.B.S.                        | Scud             |                                                          |
| 2005 | Herbie: Fulltankad              | Crash            |                                                          |
| 2006 | Stay Alive                      | Phineus          |                                                          |
| 2007 | Seraphim Falls                  | Big Brother      |                                                          |
| 2007 | Itty Bitty Titty Committee      | Chris            |                                                          |
| 2007 | Zodiac                          | Mike Mageau      |                                                          |
| 2007 | Final Draft                     | Chad             |                                                          |
| 2008 | A Quiet Little Marriage         | Jackson          |                                                          |
| 2009 | The Mother of Invention         | Martin Wooderson |                                                          |
| 2009 | The Invention of Lying          | Bob              |                                                          |
| 2009 | Taking Chances                  | Charlie Cabonara |                                                          |
| 2010 | Good Intentions                 | Kyle             |                                                          |
| 2010 | En galen natt                   | Armstrong        |                                                          |
| 2011 | The Big Bang                    | Niels Geck       |                                                          |
| 2012 | Abraham Lincoln: Vampire Hunter | Joshua Speed     |                                                          |
| 2012 | Hello I Must Be Going           | Phil             |                                                          |
| 2013 | The Truth About Emanuel         | Arthur           | Best Acting Ensemble – Ashland Independent Film Festival |
| 2013 | White House Down                | Skip Tyler       |                                                          |
| 2013 | Knights of Badassdom            | Ronnie Kwok      |                                                          |
| 2014 | Gravy                           | Stef             |                                                          |
| 2014 | The Last Time You Had Fun       | Jake             |                                                          |
| 2020 | Unhinged                        | Andy             |                                                          |

### Tv
| År              | Titel                             | Roll                    | Anteckningar                                               |
| --------------- | --------------------------------- | ----------------------- | ---------------------------------------------------------- |
| 2002            | Rose Red                          | Kevin Bollinger         | 3 avsnitt                                                  |
| 2002            | The Division                      | Sean Townsend           | Avsnitt: "Forgive Me, Father"                              |
| 2002            | 24                                | Chris                   | 3 avsnitt                                                  |
| 2003            | På spaning i New York             | Mike                    | Avsnitt: "Bottoms Up"                                      |
| 2003            | Cold Case                         | Ryan Bayes              | Avsnitt: "Churchgoing People"                              |
| 2005            | Carnivàle                         | Lee                     | 2 avsnitt                                                  |
| 2005 – pågående | It's Always Sunny in Philadelphia | Liam McPoyle            | 7 avsnitt                                                  |
| 2006            | My Name is Earl                   | David Hayes             | 2 avsnitt                                                  |
| 2008            | Eleventh Hour                     | Will Sanders            | Avsnitt: "Resurrection"                                    |
| 2008            | CSI: Crime Scene Investigation    | Thomas Donover          | 2 avsnitt                                                  |
| 2008 – 2009     | Late Show with David Letterman    | Lyle                    | 15 avsnitt                                                 |
| 2009            | House                             | Father Daniel Bresson   | Avsnitt: "Unfaithful"                                      |
| 2009            | Virtuality                        | Virtual Man             | Pilot                                                      |
| 2009 – 2013     | Psych                             | Mary Lightly            | 4 avsnitt                                                  |
| 2010            | Party Down                        | Jackal Onassis / Dennis | Avsnitt: "Jackal Onassis Backstage Party"                  |
| 2011            | How I Met Your Mother             | Pete Durkenson          | Avsnitt: "The Naked Truth"                                 |
| 2011 – 2012     | Breakout Kings                    | Lloyd Lowery            | 23 avsnitt                                                 |
| 2013            | Unsupervised                      | Matthew / Dean Jacobs   | Ljud avsnitt: "The Great Traveler's Road"                  |
| 2013-16         | Person of Interest                | Logan Pierce            | Avsnitt: "One Percent" (Säsong 2), "Synecdoche" (Säsong 5) |
| 2014 – 2015     | House of Cards                    | Gavin Orsay             | 8 avsnitt                                                  |
| 2014            | The Newsroom                      | Jack Spaniel            | 3 avsnitt                                                  |
| 2016            | Westworld                         | William                 |                                                            |
| 2016            | Hap and Leonard                   | Soldat                  |                                                            |